# Sydkoreas demografi
Sydkoreas demografi behandlar de ämnen som rör Sydkoreas befolkningsdata. År 2020 var Sydkoreas befolkning 51 829 023, vilket gör landet till det 27:e folkrikaste landet i världen efter Myanmar. År 2020 var Sydkoreas summerade fruktsamhet 0,837, därmed har Sydkorea världens lägsta summerade fruktsamhet. Sydkoreas demografiska situation har bland annat beskrivits som en "demografisk vinter".
Sydkorea passerade 50 miljoner invånare i juni 2012.